# مرغزار بلند

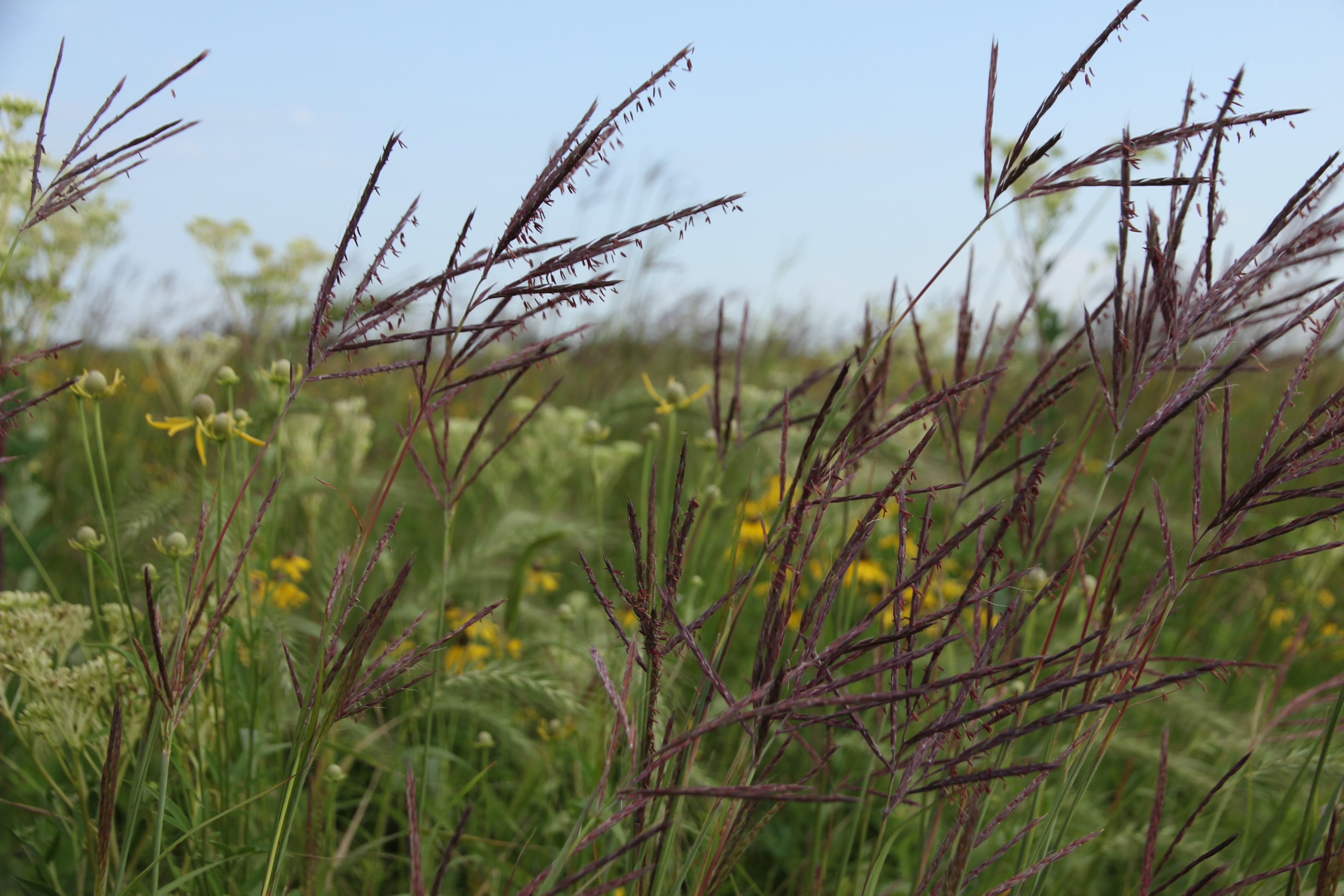
ساقه آبی بزرگ گلدار، یک گیاه مشخص مرغزار بلند

مرغزار بلند (به انگلیسی: Tallgrass prairie) یک اکوسیستم بومی مرکز آمریکای شمالی است. از نظر تاریخی، آتش طبیعی و انسانی و همچنین چرای پستانداران بزرگ (عمدتاً گاومیش کوهان‌دار آمریکایی) اختلالات دوره‌ای را برای این اکوسیستم‌ها ایجاد می‌کند، تجاوز به درختان را محدود می‌کند، مواد مغذی خاک را بازیافت می‌کند، و پراکندگی و جوانه‌زنی بذر را تسهیل می‌کند. پیش از استفاده گسترده از گاوآهن فولادی، که امکان تبدیل در مقیاس وسیع به کاربری کشاورزی را فراهم کرد، مرغزارهای بلند در سراسر غرب میانه آمریکا و بخش‌های کوچک‌تر جنوب مرکزی کانادا، از اکوتون‌های انتقالی خارج از جنگل‌های آمریکای شمالی شرقی، غرب تا آستانه اقلیمی بر اساس بارش و خاک، به سوی جنوب تپه‌های فلینت در اوکلاهاما، به انتقال به جنگل در مانیتوبا گسترش یافتند.
آنها مشخصاً در بخش‌هایی از دره رودخانه می‌سی‌سی‌پی، در گذار جنگل به مراتع مرکزی، مراتع مرتفع مرکزی، گذار جنگل به ساوانا در غرب میانه بالا، و مناطق بوم‌ناحیه چمنزار بلند شمالی یافت شدند. آنها در مناطقی با خاک‌های لسی غنی و بارندگی متوسط در حدود ۳۰–۳۵ اینچ (۷۰۰–۹۰۰) میلی‌متر) در سال شکوفا شدند. در شرق، ساوانای شرقی قرار داشتند که در آتش نگهداری می‌شدند. در شمال شرقی، جایی که آتش‌سوزی به ندرت رخ می‌داد و وزش بادهای دوره‌ای منبع اصلی آشفتگی را نشان می‌داد، جنگل‌های راش-افرا غالب بودند. در مقابل، مرغزار کوتاه معمولی در دشت‌های بزرگ غربی بود، جایی که بارندگی کمتر است و خاک‌ها حاصلخیزتر هستند. به دلیل استفاده گسترده از زمین‌های کشاورزی، چمنزار بسیار کمی از علف‌های بلند برجای مانده است.
برآوردها دربارهٔ میزان زنده ماندن مرغزار بلند اصلی متفاوت است، از کمتر از ۱٪ عمدتاً در «بقایای پراکنده یافت‌شده در گورستان‌های پیشگام، پروژه‌های بازسازی، در امتداد بزرگراه‌ها و حق عبور راه آهن، و در بلوف‌های شیب‌دار بالای رودخانه‌ها» تا ۴ درصد است.
مدفوع گوزن دم‌سفید دارای مواد مغذی برای تنوع زیستی گیاهان در منطقه مرغزار بلند است.